# Workout (альбом)
| Оценки критиков | Оценки критиков |
| Источник        | Оценка          |
| --------------- | --------------- |
| Allmusic        | [ 2 ]           |

Workout — альбом джазового саксофониста Хэнка Мобли, выпущенный на лейбле Blue Note в 1962 году. В записи альбома приняли участие Мобли, Уинтон Келли, Пол Чемберс, Грант Грин и Филли Джо Джонс. В своём эссе для портала AllMusic Скотт Йэноу определил альбом как один из наиболее значительных альбомов в стиле хард-боп. В октябре 2014 года альбом был переиздан в Японии на SHM-CD, он содержал ранее не издававшийся дубль «Three Coins in the Fountain».

## Список композиций
Все композиции написаны Хэнком Мобли, за исключением отмеченных
1. «Workout» — 10:00
2. «Uh Huh» — 10:43
3. «Smokin’» — 7:30
4. «The Best Things in Life Are Free» (Браун, Десильва, Хендерсон) — 5:18
5. «Greasin’ Easy» — 6:58
6. «Three Coins in the Fountain» (Кан, Стайн) — 5:31 Бонусный трек на CD
7. «Three Coins in the Fountain» (Кан, Стайн) — 4:48 Бонусный трек на SHM-CD 2014 года

## Участники записи
- Хэнк Мобли — тенор-саксофон
- Грант Грин — гитара
- Уинтон Келли — пианино
- Пол Чемберс — бас
- Филли Джо Джонс — ударные